# Silene pseudotenuis
Silene pseudotenuis là loài thực vật có hoa thuộc họ Cẩm chướng. Loài này được Schischk. miêu tả khoa học đầu tiên năm 1926.